# 祖德·贝林厄姆
裘德·維克托·威廉·貝林漢（英語：Jude Victor William Bellingham，2003年6月29日—）是英格蘭男子職業足球員，司職中場，他現在效力於西甲球隊皇家馬德里，代表英格蘭足球代表隊參加國際比賽。足壇公認的現役最佳新生代球員之一。

## 早年生活
裘德·貝林漢出生于西米德兰兹郡的斯陶爾布里奇，是丹尼斯和馬克·贝林厄姆的長子。父亲马克直到2022年都是西米德兰兹郡警察局的警佐，曾在非联赛足球中多次进球。他的弟弟·贝林厄姆也是伯明翰城学院的成员。贝林厄姆就读于伯明翰埃奇巴斯顿的修道院学校。

## 俱樂部生涯

### 伯明翰
2010年，在效力于斯陶尔布里奇后，7岁的貝林漢加入伯明翰青训系统。 2017年，以14岁之姿升上U18梯队。2018年10月15日，在英格兰U23足球职业发展联赛A组伯明翰城U23客场对阵诺丁汉森林U23的比赛中，貝林漢首次代表U23出战。他于一小时后进入比赛，在第87分钟打进了唯一一个进球，「在凯尔·麦克法兰对守门员的施压下，将球传至他的路径，而迫使球越过球门线」。 截至2019年3月，貝林漢为U23在各项比赛中出战10次和攻入3粒进球，并位列FourFourTwo的「英格兰足球50名最令人兴奋的青少年」名单中，且欧洲数个豪门具乐部亦曾表示过对他的兴趣。 貝林漢在讀小學時，即加入一队训练环境：和越来越多前辈一起训练，于比赛日观摩，并在3月份作为「第19人」参加英冠。
他在2019-20季前升上一队操练，更在季前热身赛取得入球，最终成功留在一隊名單並获发22号球衣，將隨隊出戰該賽季的英冠賽事 。隨後，他以16岁38日之龄，打破球队史上最年轻的一線隊上阵纪录，同月亦在联赛取得处子球，成为球队史上最年轻的入球球员。
在首次登上一隊的完整賽季，貝林漢的傑出表現使得伯明翰城驚險地保留了英冠的席次，而他也成為歐洲各大俱樂部的目標。2020年7月23日，多特蒙德宣布以2500万欧元加上700萬浮動條款的金額签下貝林漢，成为足坛历史上身价最高的17岁球员。這筆簽約金也拯救了伯明罕城，使其免於在疫情帶來的門票收入衝擊下破產，為了感謝這一個賽季中他兩次拯救了球隊，貝林漢的22号球衣被伯明翰城退役。

### 多特蒙德
2020年8月12日，在友谊赛多特蒙德客场6-0大胜的比赛中，貝林漢代表多特蒙德首发出战46分钟，并助攻1次，完成加盟多特蒙德首秀。德国杯首轮比赛，多特蒙德客场5-0大胜杜伊斯堡，新援貝林漢首秀就破门得分。据数据机构Opta的统计，这名小将就此成为德国杯历史上职业球队最年轻的进球队员。
2021年4月10日，在德甲第28輪多特蒙德客场3-2對上斯图加特的比赛中，貝林漢代表多特蒙德首发出战，第47分接應助攻進球，踢進加盟多特蒙德後首球。
2022－23赛季，貝林漢的出色表现为他赢得了赛季德甲最佳球员奖。

### 皇家马德里
2023年6月，西甲球队皇家马德里主席佩雷斯宣布将与貝林漢签下一份六年每年超过一千万欧元的条约，这名年轻的英格兰小将正式加入银河舰队，继大卫·贝克汉姆、迈克尔·欧文、之后，第7个进入皇马的英国球员。
2023年8月12日，貝林漢在皇家馬德里首次亮相並打入一球，幫助皇馬在客場2-0擊敗毕尔巴鄂。
2023年10月7日，貝林漢在4-0大勝奥萨苏纳的比賽中梅開二度，在西甲联赛生涯前8场攻入8球，超越基斯坦奴·朗拿度在皇馬的紀錄。
2023年10月28日，貝林漢在第68分鐘打入驚天動地的入球扳平比分，並在第92分鐘梅開二度，幫助皇馬客場2-1擊敗對手巴塞罗那。他成為皇馬史上第一位在西甲和歐冠首秀以及國家德比首秀中進球的球員，也是18年來第一位在國家得比進球的英格蘭人。
2024年4月21日，貝林漢在补时阶段打入制胜球，皇马主场3-2战胜巴塞罗那，貝林漢打入赛季的第21球，超越坎宁安（Laurie Cunningham）和贝克汉姆，成为皇马队史最佳英格兰射手。

## 國家隊生涯
2020年11月，在沃德-普劳斯和亞歷山大-阿諾德因伤退出国家队之后，貝林漢入选了英格兰足球代表队大名单。英格兰3-0战胜爱尔兰的友谊赛，17岁小将貝林漢替补登场，完成英格兰成年队首秀，他也是队史第三年轻首秀球员，排在前辈沃尔科特、鲁尼之后。
2022年11月21日，貝林漢在對陣伊朗的2022年國際足總世界盃中踢進在國家隊的首球。
貝林漢入选2024年歐洲國家盃的英格兰最終26人大名单。於小組賽第一場對陣塞爾維亞的比賽中，第13分鐘貝林漢以一記頭槌攻門得手助隊以1-0奪下小組賽首勝。在16強賽面對斯洛伐克的比賽中，英格蘭於90分鐘後的傷停補時階段，憑藉著貝林漢的倒掛金鉤追平戰局，並在延長賽靠著的進球助隊挺進8強。
8強賽時，英格蘭與瑞士1-1握手言和，隨後進入點球大戰，貝林漢主罰第二點並成功射入，球隊最後以5-3獲勝並前進四強。
同年7月14日，英格蘭於歐國盃決賽面對到西班牙，第73分鐘時貝林漢助攻給禁區外埋伏的遠射進球追平戰局，但球隊最終以1-2敗下陣來拿下亞軍。

## 風格特色
貝林漢以其出色的控球能力、身体素质和技术素质而具知名度，他经常被认为是世界上最好、最全面的中场球员之一。他也以其全能型的特点和广阔的视觉观察能力而闻名。他因完成多个位置的能力和充满活力的比赛风格而受到称赞，他同时扮演着非凡的防守和进攻者，被The Analyst描述为「无所不能的中场球员」。他出色的跑动和盘球能力也为他赢得了赞誉，因为他能敏锐地从防守迅速过渡到进攻。德甲的一项分析将貝林漢描述为「人生勝利組：一位充满活力的中场球员，他可以夺得球并推动球向前，保持控球权，对抗压力，找到防守的漏洞，并加上助攻和进球」。稱貝林漢為「完整的中场球员」，他可以「发球，传球，射门并有得分的冲劲」，且「能激烈對抗，无所畏懼，在挑战中坚持不懈并赢得球」。菲尔·形容貝林漢是「我见过的最有天赋的球员之一」。在2023年亦称赞貝林漢，「我认为以貝林漢的年龄以及他在短暂职业生涯中迄今为止取得的成就，他比我们见过的任何东西都要好」。他时常被比作齐达内。
貝林漢所赢得的奖项的证实他作为一名年轻球员的惊人天赋，包括2022年和2023年的IFFHS世界最佳青年（U20）球员，以及2023年的欧洲金童奖和科帕奖。ESPN将貝林漢评为2022-23赛季的头号中场；90min将貝林漢评为2022年最佳中场。
貝林漢以伸展手臂，抬高头和胸部的进球庆祝而闻名。

## 生涯數據

### 俱樂部
最後更新：2024年4月21日
| 球會       | 賽季     | 聯賽     | 聯賽 | 聯賽 | 國家盃 | 國家盃 | 聯賽盃 | 聯賽盃 | 歐洲賽 | 歐洲賽 | 其他  | 其他 | 總計 | 總計 |
| 球會       | 賽季     | 級別     | 出場 | 入球 | 出場   | 入球   | 出場   | 入球   | 出場   | 入球   | 出場  | 入球 | 出場 | 入球 |
| ---------- | -------- | -------- | ---- | ---- | ------ | ------ | ------ | ------ | ------ | ------ | ----- | ---- | ---- | ---- |
| 伯明翰     | 2019–20  | 英冠     | 41   | 4    | 2      | 0      | 1      | 0      | —      | —      | —     | —    | 44   | 4    |
| 多特蒙德   | 2020–21  | 德甲     | 29   | 1    | 6      | 2      | —      | —      | 10     | 1      | 1     | 0    | 46   | 4    |
| 多特蒙德   | 2021–22  | 德甲     | 32   | 3    | 3      | 0      | —      | —      | 3      | 1      | [ d ] | 0    | 44   | 6    |
| 多特蒙德   | 2022–23  | 德甲     | 31   | 8    | 4      | 2      | —      | —      | 7      | 4      | —     | —    | 42   | 14   |
| 多特蒙德   | 總計     | 總計     | 92   | 12   | 13     | 4      | —      | —      | 25     | 8      | 2     | 0    | 132  | 24   |
| 皇家马德里 | 2023–24  | 西甲     | 25   | 17   | 1      | 0      | —      | —      | 8      | 4      | 2     | 0    | 36   | 21   |
| 生涯總計   | 生涯總計 | 生涯總計 | 158  | 33   | 16     | 4      | 1      | 0      | 33     | 12     | 4     | 0    | 212  | 49   |

1. ↑  包含英格蘭足總盃、德國足協盃、西班牙國王盃
2. ↑  包含英格蘭足球聯賽盃
3. 1 2 3  於欧洲冠军联赛出場
4. 1 2  於德國超級盃出場
5. 于欧洲冠军联赛6次出场1颗进球,欧足总欧洲联赛2次出场2颗进球
6. ↑  於西班牙超級盃出場

### 國家隊
最後更新：2025年6月7日
| 國家隊 | 年分 | 出賽 | 進球 |
| ------ | ---- | ---- | ---- |
| 英格蘭 | 2020 | 1    | 0    |
| 英格蘭 | 2021 | 9    | 0    |
| 英格蘭 | 2022 | 12   | 1    |
| 英格蘭 | 2023 | 5    | 1    |
| 英格蘭 | 2024 | 13   | 4    |
| 英格蘭 | 2025 | 3    | 0    |
| 總計   | 總計 | 43   | 6    |

### 國家隊進球
最後更新：2024年10月10日
| No. | 日期           | 場館                                                       | 出賽場次 | 對手     | 進球後比分 | 終場        | 賽事                       | 參考來源 |
| --- | -------------- | ---------------------------------------------------------- | -------- | -------- | ---------- | ----------- | -------------------------- | -------- |
| 1   | 2022年11月21日 | ，杜哈 · 哈利法国际体育场（Khalifa International Stadium） | 18       | 伊朗     | 1–0        | 6–2         | 2022年國際足協世界盃小組賽 | [ 47 ]   |
| 2   | 2023年9月12日  | 苏格兰，格拉斯哥 · 咸普頓公園球場（Hampden Park）          | 26       | 苏格兰   | 2–0        | 3–1         | 友誼賽                     | [ 48 ]   |
| 3   | 2024年3月26日  | 英格兰，倫敦 · 溫布利球場（Wembley Stadium）               | 29       | 比利时   | 2–2        | 2–2         | 友誼賽                     | [ 49 ]   |
| 4   | 2024年6月16日  | 德国，蓋爾森基興 · 費爾廷斯競技場（Arena AufSchalke）      | 30       | 塞爾維亞 | 1–0        | 1–0         | 2024年歐洲國家盃小組賽     | [ 25 ]   |
| 5   | 2024年6月30日  | 德国，蓋爾森基興 · 費爾廷斯競技場（Arena AufSchalke）      | 33       | 斯洛伐克 | 1–1        | 2–1（加时） | 2024年歐洲國家盃16強賽     | [ 50 ]   |
| 6   | 2024年10月10日 | 英格兰，倫敦 · 溫布利球場（Wembley Stadium）               | 37       | 希腊     | 1–1        | 1–2         | 2024–25年歐洲國家聯賽B     | [ 51 ]   |

## 榮譽

### 俱樂部
多特蒙德
- 德國盃冠軍：2020–21[52]

皇家馬德里
- 西班牙超級盃冠軍：2023–24[53]
- 西班牙甲組足球聯賽冠軍：2023–24
- 歐洲冠軍聯賽冠軍：2023–24[54]
- 歐洲超級盃冠軍：2024

### 國家隊
英格蘭U17
- 塞倫卡盃冠軍：2019年

 英格兰
- 歐洲國家盃亞軍：2020年[55]，2024年[56]

### 個人
- 英格蘭足球冠軍聯賽年度最佳青年球員：2019–20賽季
- 德国足球甲级联赛年度最佳新人：2020–21賽季
- 國際足球歷史和統計聯合會世界最佳青年球員：2022年[57]
- 德国足球甲级联赛年度最佳球員：2022–23賽季[58]
- 科帕獎：2023年[59]
- 歐洲金童獎：2023年[60]
- 劳伦斯世界体育奖年度突破：2024年[61]

## 外部連結
- Profile （页面存档备份，存于） at the Borussia Dortmund website
- Soccerway資料庫：祖德·贝林厄姆